# کلود کپه
کلود کپه (انگلیسی: Claude Chappe؛ ۲۵ دسامبر ۱۷۶۳ – January 23, 1805 (Aged 42)) مخترع اهل فرانسه بود. او ابداع‌کننده سیستم خاصی از "مخابره کردن بوسیله پرچم" در کل فرانسه بود. سیستم کلود کپه نخستین سامانه مخابراتی در عصر صنعتی بود.